# Конституционный референдум в Таджикистане (1994)
Всенародный референдум в Таджикистане о принятии новой Конституции Республики Таджикистан состоялся 6 ноября 1994 года, став первым референдумом в истории независимого Таджикистана. Референдум проходил на фоне и в условиях непрекращающейся гражданской войны в стране, которая началась в мае 1992 года и закончилась только в июне 1997 года. По итогам референдума, была принята совершенно новая Конституция Республики Таджикистан, заменившая действовавшей до этого времени Конституции Таджикской ССР, принятую в 1978 году.

## Предыстория
После объявления о государственной независимости Республики Таджикистан от СССР 9 сентября 1991 года, в стране продолжала действовать Конституция Таджикской ССР, принятая 14 апреля 1978 года Верховным Советом Таджикской ССР. В мае 1992 года в республике началась гражданская война между действующим коммунистическим и неокоммунистическим правительством республики, пророссийскими и проузбекскими силами с одной стороны, и Объединённой таджикской оппозицией, включавшей исламские, демократические и националистические партии, движения и силы с другой. Как и действующее коммунистическое и неокоммунистическое правительство, так и Объединённая таджикская оппозиция выступали за принятие абсолютно новой Конституции независимой республики, но у каждой из сторон были свои проекты новой Конституции.

## Итоги референдума
Несмотря на массовый отток части населения (беженцев) республики из-за войны в Россию, Узбекистан, Афганистан и другие страны, по официальным данным ЦИК республики, на референдуме явка составила рекордные 94,40 %. Эти цифры были подвергнуты сомнению некоторыми иностранными наблюдателями, а также представителями Объединённой таджикской оппозиции. Согласно тем же официальным данным, 95,70 % голосовавших проголосовало за принятие новой Конституции независимого Таджикистана, а 4,28 % граждан проголосовало против неё. В тот же день референдум был признан состоявшимся. Новая Конституция была поддержана 90% голосов.
Основными пунктами новой Конституции независимого Таджикистана были введение президентского правления, введение однопалатного парламента, объявление Таджикистана светским государством и запрет на создание и регистрацию политических партий религиозной направленности, обязанность проведения всенародных конституционных референдумов для внесения возможных будущих поправок в Конституцию.

## Результаты
| Пункты                                 | Голосов   | %     |
| -------------------------------------- | --------- | ----- |
| За принятие новой Конституции          | 2,352,554 | 95,72 |
| Против принятия новой Конституции      | 105,300   | 4,28  |
| Всего действительных голосов           | 2,535,437 | 94,4  |
| Недействительные/испорченные бюллетени | 77,583    | 2,89  |
| Всего голосов                          | 2,685,724 | 100   |
| Источник: Direct Democracy             |           |       |